# Vitus
Vitus is een heilige en martelaar van de Rooms-Katholieke Kerk en de orthodoxe kerken.
Vitus werd in de 3e eeuw n.Chr. geboren op het eiland Sicilië. Hij was de zoon van een heidense senator. Rond zijn zevende (volgens sommige bronnen twaalfde) jaar bekeerde hij zich tot het christendom. Zijn vader trachtte hem op allerlei manieren van dit geloof af te brengen, waarbij de jonge Vitus zelfs gemarteld werd. Daarna ging hij naar Rome, waar hij trachtte de zoon van Diocletianus te genezen die krankzinnig geworden was. Hoewel hij hierin slaagde, werd hij toch het slachtoffer van de christenvervolging van Maximianus en Diocletianus. Ten gevolge van martelingen stierf hij uiteindelijk; hij was het christelijk geloof trouw gebleven.
Binnen de katholieke traditie wordt Vitus gezien als een van de veertien heilige helpers, heiligen die worden aangeroepen om bepaalde ziekten te genezen. In het geval van Vitus, vooral bij zenuwaandoeningen.
Vitus is de beschermheilige van dansers, zangers en epileptici, en in Nederland schutspatroon van Het Gooi. Zijn naamdag is op 15 juni. (In kerken die de juliaanse kalender gebruiken valt deze dag op 28 juni volgens de gregoriaanse kalender.) Zijn relieken worden sinds 836 bewaard in de Duitse Abdij van Corvey.
Hij gaf zijn naam aan sint-vitusdans.

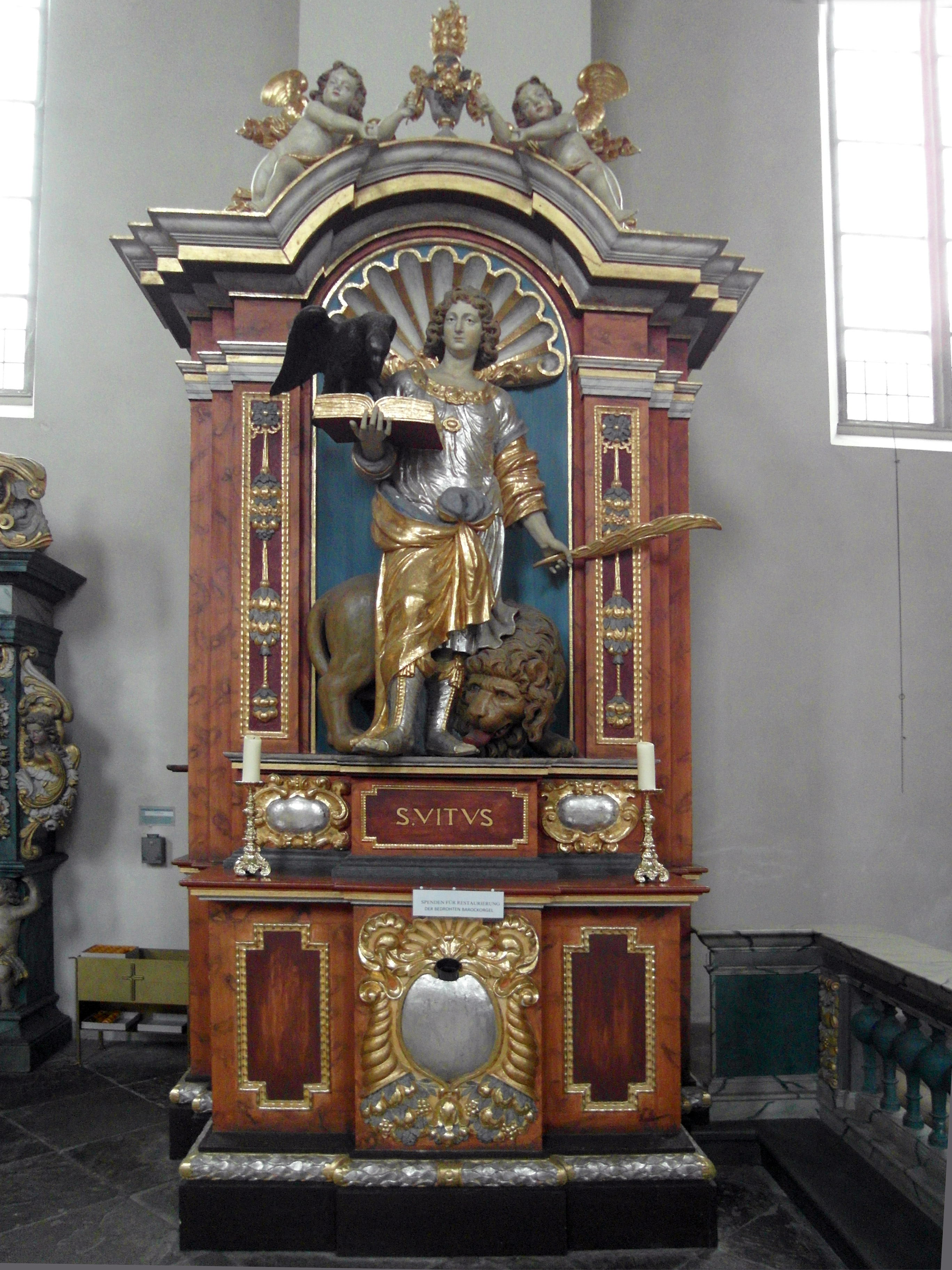
Het Vitusmonument in Corvey
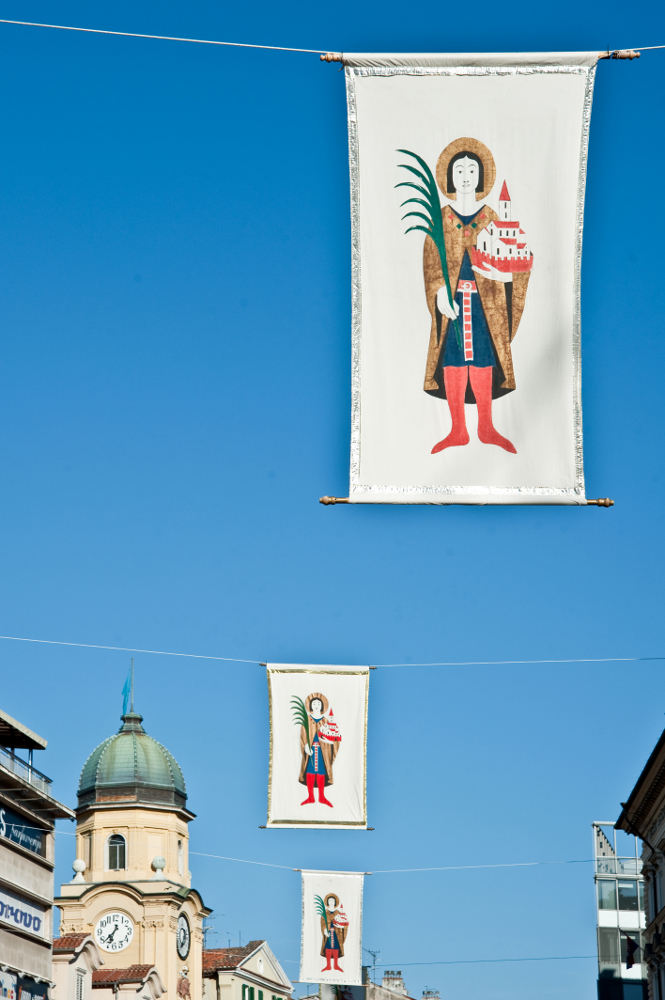
Afbeeldingen van Vitus in Rijeka
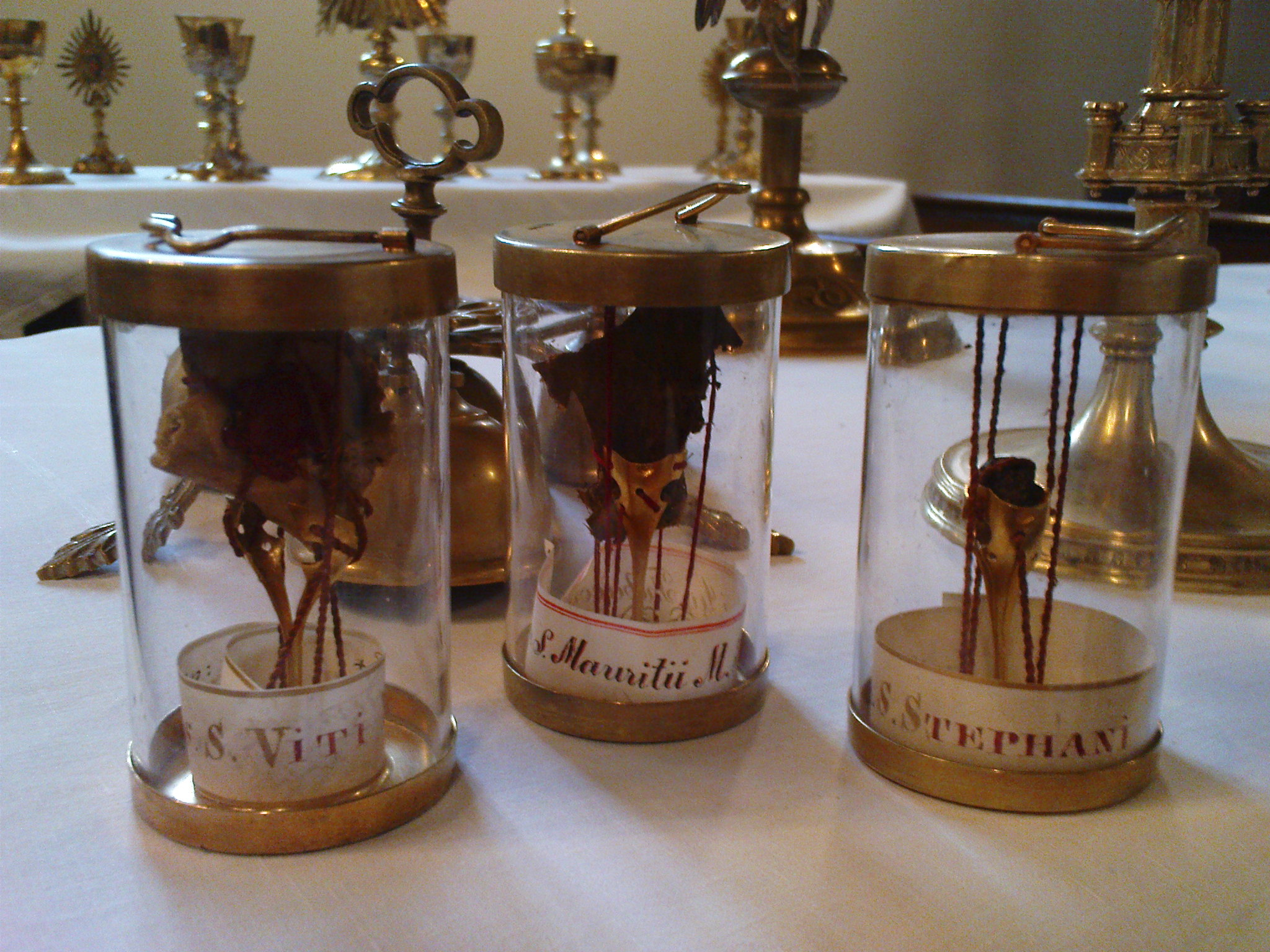
Relikwie (links) van Vitus in Kroměříž
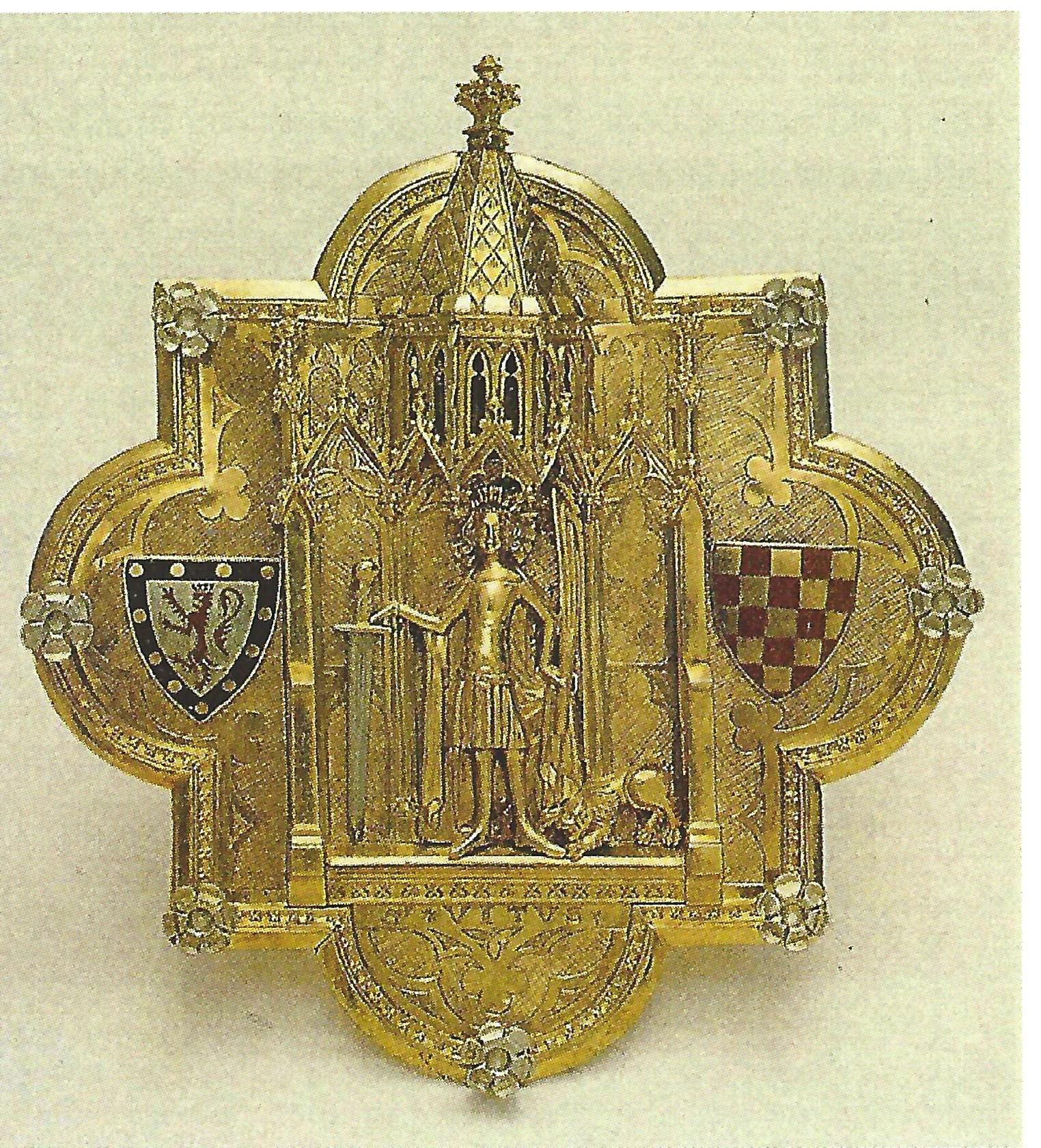
Vitus in het midden van het pectorale van Ermgard van den Bergh, abdis van het stift Elten (ca. 1335)